# 자에는 자로

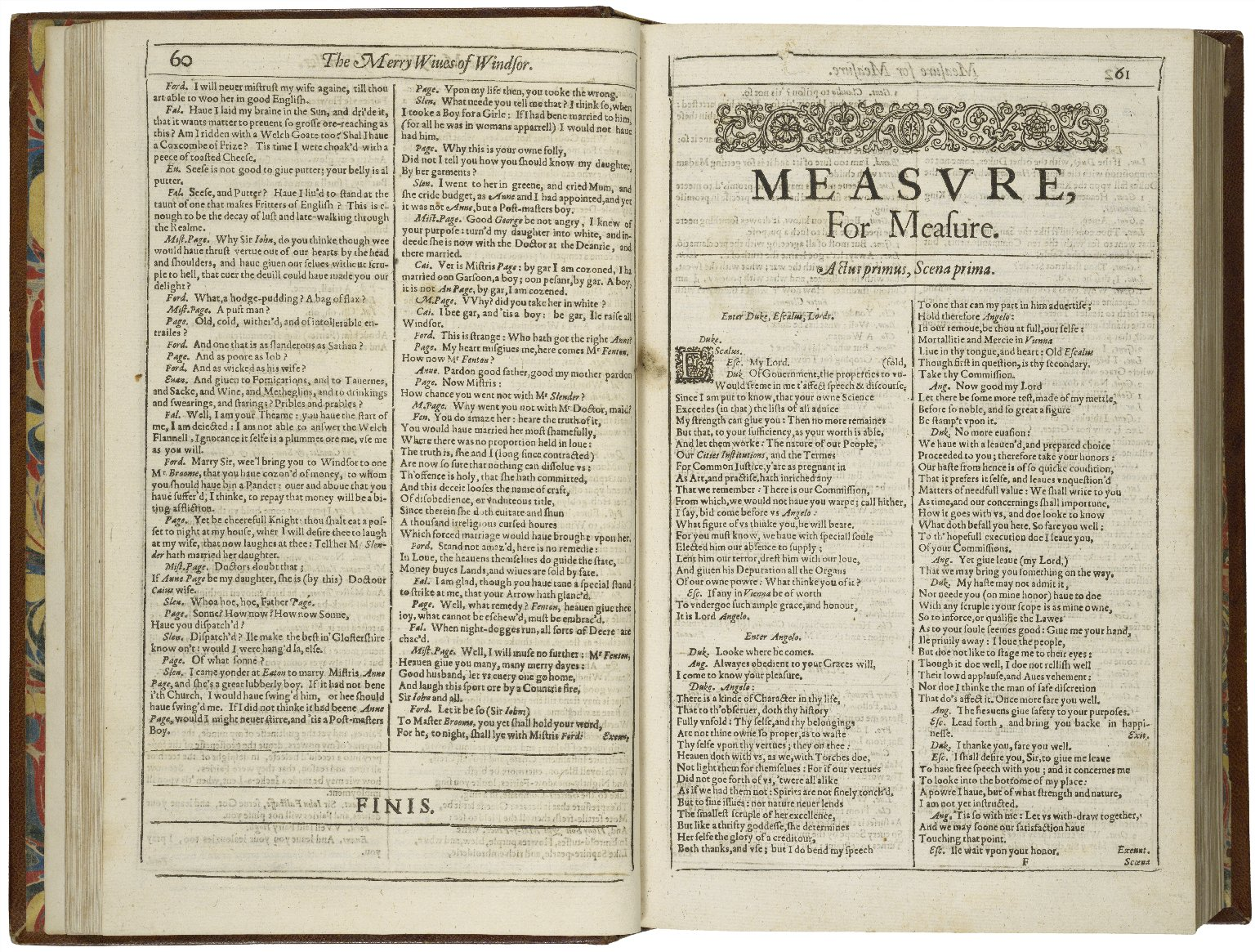
첫 페이지

《자에는 자로》(Measure for Measure)는 윌리엄 셰익스피어의 희곡으로, 1603년 또는 1604년에 쓰인 것으로 간주된다. 1623년 퍼스트 폴리오에 처음 출판된 이 작품은 코미디로 분류되었으며 이 작품의 최초 기록 공연은 1604년이다. 1604년에 제임스 1세가 지켜보는 가운데 ‘국왕 극단’이 궁정 무대에 올린 작품으로, ‘연극성’을 통해 권력을 과시하는 군주의 모습을 재현한 정치극이다. 결말이 화해로 끝나기 때문에 희극으로 분류되지만, 비극적이고 심각한 내용을 담고 있어서 문제 희극이라고 부르기도 한다.

## 배경
빈센티오는 신임하는 신하 앤젤로에게 공작 직을 대행하게 하고 수사로 변장해 민심을 살핀다. 앤젤로는 공작 대행으로서 엄격한 법 집행을 공언한다. 앤젤로는 간음죄로 클로디오를 잡아들이고 그에게 사형을 선고한다. 클로디오의 여동생 이사벨라가 사면을 간청하자 앤젤로는 그녀에게 마음이 흔들린다. 결국 앤젤로는 클로디오의 사면을 조건으로 이사벨라에게 은밀한 제안을 하기에 이른다. 수사로 변장해 이 모든 사연을 전해들은 빈센티오는 앤젤로를 속여 클로디오를 구할 묘책을 내놓는다. 앤젤로는 자신이 엄격하게 금한 죄 때문에 클로디오와 같은 벌을 받아야 하는 처지에 놓인다.
≪자에는 자로≫는 권력의 연극적 재현을 통해 권력을 미화하고 과시하면서 권력의 효과를 극대화하고 있는 군주의 모습을 재현하는 정치적 연극이다.